# Лодзяновка
Лодзяновка (укр. Лодзянівка) — село в Полонском районе Хмельницкой области Украины.
Население по переписи 2001 года составляло 182 человека. Почтовый индекс — 30541. Телефонный код — 3843. Занимает площадь 0,816 км². Код КОАТУУ — 6823655402.

## Местный совет
30511, Хмельницкая обл., Полонский р-н, пгт Понинка, ул. Победы, 51